# (1267) Geertruida
(1267) Geertruida es el asteroide número 1267, en el cinturón principal. Fue descubierto por el astrónomo Hendrik van Gent desde la estación meridional de Leiden en Johannesburgo, República Sudaficana, el 23 de abril de 1930. Su designación alternativa es 1930 HD. Está nombrado en honor de una sobrina del astrónomo neerlandés Gerrit Pels (1893-1963).